# کارتر را بگیرید (فیلم ۲۰۰۰)
کارتر را بگیرید (انگلیسی: Get Carter) یک فیلم اکشن و دلهره‌آور آمریکایی به کارگردانی استیون کی با بازی سیلوستر استالونه در نقش جک کارتر که در سال ۲۰۰۰ منتشر شد.
این بازسازی فیلم کارتر را بگیرید (۱۹۷۱) محسوب می‌شود.

## بازیگران
- سیلوستر استالونه
- میراندا ریچاردسون
- ریچل لی کوک
- الن کامینگ
- میکی رورک
- جان کریستوفر مک‌گینلی
- مایکل کین
- رونا میترا
- گرچن مول
- لورن لی اسمیت
- فرانک استالونه
- جان کاسینی

## داستان
سال‌ها پیش «جک کاتر» خانه خود در سیاتل را ترک کرد تا تبدیل به یکی از مدیران مالی مافیا در لاس وگاس شود. او برای مراسم تدفین برادرش «ریچارد» که در یک تصادف رانندگی کشته شده‌است بازمی‌گردد. اما «جک» احساس می‌کند برادرش به قتل رسیده‌است و…

## بازخوردها
این فیلم در باکس آفیس شکست خورد و با بودجه ۶۳٫۶ میلیون دلاری کمتر از ۲۰ میلیون دلار در سراسر جهان فروخت و تبدیل به بمب گیشه شد.
این فیلم بر اساس رای ۶۱ نقد، در راتن تومیتوز با میانگین امتیاز ۳٫۷ از ۱۰ در میان منتقدان امتیاز دارد. و در متاکریتیک، که به نقدها درجه‌بندی نرمال‌شده‌ای اختصاص می‌دهد، فیلم دارای میانگین وزنی نمره ۲۴ از ۱۰۰، بر اساس رای ۲۰ منتقد، نشان دهنده "بررسی‌ها به‌طور کلی نامطلوب می‌باشد.